# Nebula-75
Nebula-75 est une web-série en Supermarionation de 2020 créée par Century 21 Films dans l'esprit des premières séries des années 1960 d'AP Films de Gerry Anderson. La série suit les aventures de l'équipage du vaisseau Nebula-75, coincé dans l'espace « à 33 millions de miles de la Terre ». Le commandant Ray Neptune est rejoint par le robot Circuit, le scientifique Docteur Asteroid et la mystérieuse « vierge de l'espace » Athena, qui ne communique que par télépathie.
La série fut créée par Stephen La Rivière, Andrew T. Smith et leur équipe de production durant la pandémie de Covid-19 au Royaume-Uni; se trouvant dans l'incapacité de continuer le travail de production en studio prévu, les cinéastes créèrent la série dans un appartement avec des marionnettes, des accessoires et des matériaux d'anciennes productions tels que Filmed in Supermarionation, Thunderbirds: The Anniversary Episodes et l'épisode « Apollon dans les étoiles » de la série Les enquêtes de Morse,.
La musique issue des années 1960 fut licenciée de la Barry Gray Archive, incluant une chanson de 1963, « Robot Man », par Mary Jane avec Barry Gray and his Spacemakers. Le sentiment d'authenticité des années 1960 de la production fut discuté par Samira Ahmed avec La Rivière à l'émission Front Row de BBC Radio le 19 mai 2020. Ahmed doublera par la suite le personnage d'une journaliste, Juliette Destiny, pour le spécial noël 2020, ainsi que dans l'épisode « For The Ashes Of His Fathers ».
Une deuxième série Nebula-75 débuta sa diffusion en 2021, et en décembre de la même année, il fut annoncé que la série fut récupérée pour être diffusée au Japon par Tohokushinsha Film Corporation. La diffusion télévisée japonaise fut précédée par des projections du premier épisode de la série, montrée dans des cinémas à travers le pays avec trois éditions anniversaires spéciales des Sentinelles de l'Air, produites par des membres de la même équipe de production pour le cinquantième anniversaire de la série.
En date de 2022, la série n'est plus disponible sur YouTube en raison d'un accord de licence. Elle est présentement disponible sur Amazon Prime Video (aux États-Unis et au Royaume-Uni) et sur Vimeo.

## Distribution

### Acteurs principaux
- Stephen La Rivière: Docteur Hermann Asteroid / Lieutenant James Mercury / Rusty / Void / Lord Menteur / Narrateur (épisode 8) / Professeur Piston / Général Ganymede / Capitaine Caswell
- Justin T. Lee: Commandant Ray Neptune / Circuit
- Géraldine Donaldson: Athena / Robots Prometheus / autres voix
- Lindsay Lee: Lieutenante Stella Solstice

### Acteurs secondaires
- Liz Comstock-Smith: Lady Menteur
- Andrew T. Smith: Victor Immature / Docteur Atlas / The Face / Lieutenant Triton
- Nigel Heath: Ordinateur de Rusty
- David Graham: Dave le Réalisateur
- Samira Ahmed: Juliette Destiny

## Fiche technique
- Titre original : Nebula-75
- Réalisation : Stephen La Rivière (4 épisodes), David Elliott (1 épisode), Andrew T. Smith
- Scénario : Géraldine Donaldson, Stephen La Rivière, Andrew T. Smith
- Musique : Barry Gray
- Costumes : Liz Comstock-Smith
- Sociétés de production : Century 21 Productions
- Pays de production : Royaume-Uni
- Langue originale : anglais
- Format : 4:3 - couleur
- Genre : Science-fiction, comédie
- Nombre de saison : 2
- Nombre d'épisode : 12
- Durée : 15 minutes

## Épisodes

### Saison 1
| № | # | Titre                        | Première diffusion |
| --- | - | ---------------------------- | ------------------ |
| 1 | 1 | Nebula-75                    | 20 avril 2020      |
| Le commandant Neptune et son équipage, coincés à 33 millions de miles de la Terre, rencontrent deux visiteurs aliens. |   |                              |                    |
| 2 | 2 | The Storm Before The Calm    | 3 mai 2020         |
| Alors qu'il veut en savoir plus sur Athena, qui a sauvé son vaisseau, le commandant Neptune découvre des forces malveillantes se trouvant près du Nébula-75.                                                                          |   |                              |                    |
| 3 | 3 | Short Circuit                | 11 mai 2020        |
| Alors que Circuit est critiqué par l'équipage pour ses erreurs, un vieil homme excentrique leur demande de l'aide. |   |                              |                    |
| 4 | 4 | No One I Think Is In My Tree | 30 mai 2020        |
| L'équipage se retrouve séparé dans un monde inconnu par une distorsion spatiale. |   |                              |                    |
| 5 | 5 | Heist Society                | 16 juin 2020       |
| L'équipage du Nébula-75 doit récupérer leur équipement volé par deux faux aristocrates. |   |                              |                    |
| 6 | 6 | Freighter Fright             | 31 octobre 2020    |
| Spécial Halloween. Après avoir reçu un appel de détresse d'un vieux cargo, l'équipage du Nebula-75 entre dans celui-ci, mais le vaisseau en question semble abandonné...                                                              |   |                              |                    |
| 7 | 7 | The Grift of the Magi        | 24 décembre 2020   |
| Spécial Noël. Alors que l'équipage du Nebula-75 est en train d'écouter une diffusion de la Terre de la journaliste Juliette Destiny (interprétée par Samira Ahmed), les deux faux aristocrates volent des cadeaux d'autres vaisseaux. |   |                              |                    |

### Saison 2
| № | #  | Titre                              | Première diffusion |
| --- | -- | ---------------------------------- | ------------------ |
| 1 | 8  | The Incredible Voyage of Nebula-75 | 12 avril 2021      |
| L'équipage du Nebula-75 devient malgré lui la vedette du dernier film de Dave le Réalisateur (interprété par David Graham). |    |                                    |                    |
| 2 | 9  | Crash Landing                      | 18 novembre 2021   |
| Le Nebula-75 s'écrase de manière violente sur une planète et l'équipage est toujours en vie, mais un savant fou est intéressé par leur robot, Circuit.                                                                                  |    |                                    |                    |
| 3 | 10 | For The Ashes Of His Fathers       | 16 décembre 2021   |
| Le général Ganymede, impatient face aux multiples retards dans l'exécution d'une opération de sauvetage du Nebula-75, décide de sauver son équipage lui-même, sans se douter de l'existence d'un alien ayant de mauvaises intensions... |    |                                    |                    |
| 4 | 11 | Fool's Gold                        | 21 décembre 2021   |
| |    |                                    |                    |
| 5 | 12 | ... And There Was Light            | 23 décembre 2021   |
| |    |                                    |                    |